# أبي بيار
هنري كرويي (بالفرنسية: Abbé Pierre)‏ وينادى الأب بيار، ولد في 5 أغسطس 1912 في ليون وتوفي في 22 يناير 2007 في باريس، وهو قس كاثوليكي شارك في المقاومة الفرنسية وعضو مؤسس لرابطة إيمايوس (حركة علمانية خيرية لمساعدة الفقراء والمستبعدين واللاجئين)، ومؤسسة الأب بيير لإسكان الفقراء.

## حركة إيماوس
- في 1949 أسس جمعية «إيماوس» (عماوس) أو حركة إيماوس الدولية (بالفرنسية: Mouvement Emmaüs) التي تعنى بتأمين مسكن وحياة لائقة للفقراء والمشردين قبل أن يطلق في الأول من فبراير/شباط 1954 ندائه الإذاعي الشهير والمؤثر من أجل «انتفاضة الرأفة» خلال شتاء 1954. فقد اشتهر الأب بيار خلال الشتاء الشديد البرودة في العام 1954 في فرنسا، عندما كان المُشرَّدون يمُوتون في الشوارع. حيث توجه عبر وسائل الإعلام إلى الفرنسيين وطلب منهم مساعدة أولئك الذين لا مأوى لهم، فلَبَّى كثيرون ندائهُ. وجمَعَ 500 مليون فرنك فرنسي من التبرعات.[5]
- توسعت جمعية «إيمايوس» وفتحت لها فروعا في أربعين بلدا. [6]

## نشاطه السياسي
- بدأ نشاطه السياسي عند اندلاع الحرب العالمية الثانية، فانضم عام 1942 إلى المقاومة السرية تحت الاحتلال النازي والتي اتخذ منها لنفسه لقب «بيير» فساعد المقاومين في فيركور وتمكن من تحرير جاك ديغول شقيق الجنرال شارل ديغول. اعتقلته السلطات الألمانية لأول مرة في مايو 1944 لكنه فرّ إلى الجزائر وبعد عام انتخب نائبا عن الحركة الجمهورية الشعبية في منطقة مورت أي موزيل واستمر في هذا المنصب حتى عام 1951.
- 1959: زار لبنان حيث أسس فرعاً لحركة عماوس فيه.[7]
- 1962: زار دير الأب شارل دو فوكو في بني عباس في الجزائر، حيث أقام عدة أشهر.

## روابط خارجية
- أبي بيار على موقع IMDb (الإنجليزية)
- أبي بيار على موقع مونزينجر (الألمانية)
- أبي بيار على موقع ألو سيني (الفرنسية)
- أبي بيار على موقع ميوزك برينز (الإنجليزية)
- أبي بيار على موقع قاعدة بيانات الفيلم (الإنجليزية)
- أبي بيار على موقع ليتربوكسد (الإنجليزية)